# Bletia corallicola
Bletia corallicola – gatunek epifitycznych roślin z rodziny storczykowatych (Orchidaceae). Występuje na Florydzie w USA, Bahamach, Portoryko, na Dominikanie, Haiti i Kubie.
Rośliny rosną  w gęstej ściółce nizinnych lasów liściastych i zarośli na wysokościach od 100 do 750 m n.p.m. Ten drobny gatunek wytwarza 1-2 odziomkowe liście, które są obecne w czasie kwitnienia. Kwiatostan składa się z 3 do 10 małych, żółtozielonych kwiatów, które mogą się nie otwierać całkowicie (kwiaty kleistogamiczne). Kwitnie od września do listopada, nieregularnie w różnych latach.

## Systematyka
Gatunek rodzaju Bletia sklasyfikowany do podplemienia Bletiinae w plemieniu Epidendreae, podrodzina epidendronowe (Epidendroideae), rodzina storczykowate (Orchidaceae), rząd szparagowce (Asparagales) w obrębie roślin jednoliściennych.